# Веселоярськ
Веселоя́рськ (рос. Весёлоярск) — село у складі Рубцовського району Алтайського краю, Росія. Адміністративний центр Веселоярської сільської ради.

## Населення
Населення — 4799 осіб (2010; 5271 у 2002).
Національний склад (станом на 2002 рік):
- росіяни — 90 %